# Twilight in Olympus
Twilight in Olympus – czwarty album studyjny grupy Symphony X. Zawiera 8 utworów, w tym takie klasyki jak: "Smoke and Mirrors" i "Through the Looking Glass" utwór epicki oparty po części na sequelu 'Alicji W Krainie Czarów' 'Po drugiej stronie lustra' autorstwa Lewisa Carrolla. Utwór "Lady of the Snow" jest zainspirowany Japońską postacią mitologiczną, Yuki Onna. "Sonata" zawiera części z drugiego przejścia 8. Sonaty na fortepian Beethovena ("Pathétique"). W utworze "Orion - The Hunter" pojawiają się cytaty muzyczne z pierwszego albumu grupy Symphony X. Na tym albumie po raz pierwszy i ostatni na perkusji gra Tom Walling.

## Twórcy
- Sir Russell Allen - śpiew
- Michael Romeo - gitara elektryczna
- Michael Pinnella - instrumenty klawiszowe
- Thomas Miller - gitara basowa
- Tom Walling - perkusja

## Lista utworów
1. "Smoke and Mirrors" – 6:09
2. "Church of the Machine" – 8:57
3. "Sonata" – 1:25
4. "In The Dragon's Den" – 4:00
5. "Through the Looking Glass" (Part I, II, III) – 13:05
6. "The Relic" – 5:03
7. "Orion - The Hunter" – 6:56
8. "Lady of the Snow" – 7:09